# Stictocephala diminuta
Stictocephala diminuta är en insektsart som beskrevs av Van Duzee. Stictocephala diminuta ingår i släktet Stictocephala och familjen hornstritar. Inga underarter finns listade i Catalogue of Life.